# Wappen der Republik Arzach
Das Wappen der Republik Arzach zeigt einen roten weißköpfigen Adler mit über ihm schwebender Goldkrone und goldenen Fängen, die rechts Baumwolle und links Weinreben mit Früchten halten. Ein Strahlenkranz einer halben weißen Sonne leuchtet über dem Adler. Im Brustschild des Adlers ist ein blau/weißes Panorama einer Bergkette mit weißem Himmel über einem beidseitig fünffach gestuften weißen Wappenschnitt. Er unterbricht die vertikal angeordnete Flagge der Republik Arzach. Über dieser befinden sich die zwei Skulpturenköpfe des Monumentes Tatik Papik in Stepanakert.
Ein das Wappen umgebende goldenes Spruchband hat am Schildfuß Kornähren und im oberen Bandteil die Inschrift: „Lernayin Karabach Arzach Hanrapetutiun“ („Arzach Republik Bergkarabach“).